# Dirk J. Vlug
Dirk John Vlug, né le 20 août 1916 à Maple Lake (Comté de Wright, Minnesota) et mort le 25 juin 1996, est un soldat américain. Il reçoit la Medal of Honor, la plus haute distinction américaine, durant la Seconde Guerre mondiale.

## Biographie

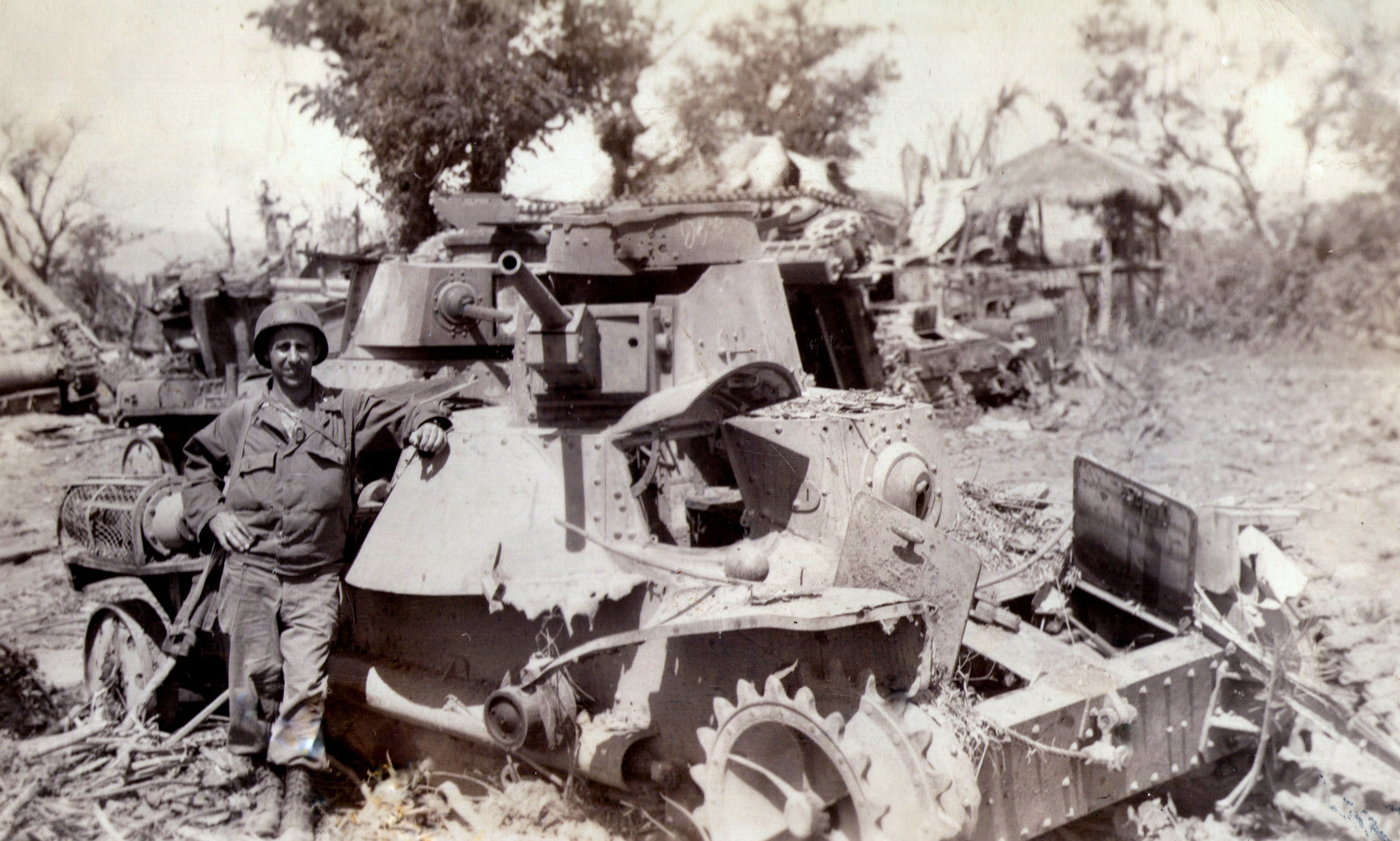
Photo personnelle prise par Dirk J. Vlug des chars japonais détruits.

Dirk Vlug s'enrôle dans l'United States Army à Grand Rapids (Michigan) en avril 1941. Le 15 décembre 1944, il a le grade de private first class dans le 126e régiment d'infanterie de la 32e division d'infanterie. Il est alors en poste proche de Limon, sur l'île de Leyte dans l'archipel des Philippines. Seul et armé d'un bazooka et de six roquettes, il est posté sur un barrage routier. Il détruit consécutivement 5 chars japonais, ne laissant aucun soldat sortir des véhicules. 
Pour cette action, il reçoit un an et demi plus tard, le 26 juin 1946, la Medal of Honor
Il quitte l'armée des États-unis avec le rang de sergent-chef et rejoint la Garde Nationale dans le Michigan du 24 mai 1948 au 29 janvier 1951.
Il meurt le 25 juin 1996 à l'âge de 79 ans.